# بروس بارتون
بروس بارتون (بالإنجليزية: Bruce Barton)‏ هو راكب الكنو أمريكي، ولد في 30 مايو 1957.

## وصلات خارجية
- بروس بارتون على موقع أوليمبيديا (الإنجليزية)